# Риццикони
Ридзи́кони, Риццикони (итал. Rizziconi) — коммуна в Италии, располагается в регионе Калабрия, подчиняется административному центру Реджо-Калабрия.
Население составляет 7926 человек (на 2004 г.), плотность населения составляет 190 чел./км². Занимает площадь 39,72 км². Почтовый индекс — 89016. Телефонный код — 0966.
Покровителем коммуны почитается святой Феодор Амасейский. Праздник ежегодно празднуется 9 ноября.